# جون إي. وول
جون إي. وول (بالإنجليزية: John E. Wool)‏ هو ضابط أمريكي، ولد في 20 فبراير 1784 في نيوبورغ في الولايات المتحدة، وتوفي في 10 نوفمبر 1869 في تروي في الولايات المتحدة.